# Risoluzione 16 del Consiglio di Sicurezza delle Nazioni Unite
La Risoluzione 16 del Consiglio di Sicurezza delle Nazioni Unite fu approvata il 10 gennaio 1947. Riconosceva la creazione Territorio Libero di Trieste.
La risoluzione passò con dieci voti favorevoli e un'astensione.
L'ordinamento italiano la ratifica con la legge 3054/52.

## Votazione
Votarono a favore della risoluzione:
- Cina (membro permanente)
- Francia (membro permanente)
- Regno Unito (membro permanente)
- Unione Sovietica (membro permanente)
- Stati Uniti d'America (membro permanente)
- Belgio
- Brasile
- Colombia
- Polonia
- Siria

Si astennero:
- Australia